# Glaphyromorphus pardalis
Glaphyromorphus pardalis är en ödleart som beskrevs av  Macleay 1877. Glaphyromorphus pardalis ingår i släktet Glaphyromorphus och familjen skinkar. Inga underarter finns listade i Catalogue of Life.